# Peter Alfred Gorer
Peter Alfred Gorer   (Londres, 14 d'abril de 1907 - Londres, 11 de maig de 1961) FRS va ser un immunòleg britànic pioner en el camp de la immunologia del tasplantaments.
Es va educar a Charterhouse. Es graduà a Guy's Hospital, London el 1929 i estudià genètica amb J.B.S. Haldane al University College, London. Des de 1933 a 1940 Gorer treballà al Lister Institute després tornà al Guy's Hospital per a treballar com patòleg.

## Recerca
Gorer va ser el co-descobridor dels antigens d'histocompatibilitat i l'elucidació de la regulació genètica. Junt amb George Snell, ajudà a descobrir el locus 2 o H-2 en els ratolins, el qual és anàleg a l'antigen leucòcit humà. Gorer també identificà l'antigen II i determinà el seu paper en el rebuig dels trasplantaments de teixits.

## Premis
- Escollit Fellow of the Royal Society el 1960.[1]
- 1975 Cancer Research Institute William B. Coley Award